# Костел святого Юрія (Ужгород)
Костел святого Юрія (Ужгород) — римо-католицький храм в місті Ужгород.

## Історія створення
Поява римо-католицького костелу в Ужгороді пов'язана з іменем володаря міста Юрія Другета (1583–1620). Прихильник реформатів, він навернувся у католицизм 1610 року під впливом проповідей католицького проповідника Петра Пазманя (1570–1637). 1611 року Юрій Другет віддав ділянку землі на тодішній Соляній вулиці під будівництво нового храму на честь свого небесного заступника. Храм збудували швидко, бо більшість мешканців міста належала до реформатів, яким і передали костел. 1695 року граф Міклош Берчені, новий володар міста і ревний католик, передав власний храм громаді католиків. Князь Ференц II Ракоці наказав повернути храм реформатам 1705 року, але споруду утримали католики.
Вівтар для храму створив угорський художник Лукач Йожеф Краккер (1717–1779).

## Міський годинник
Нині існуючий костел вибудували в 1762–1766 роках у стилі пізнього бароко. У 1830–1831 роках храм частково перебудували і збільшили. Ще 1820 року на вежі костела розмістили міський годинник. Годинник постраждав від пожежі і був відновлений 1857 року. Годинник перестав працювати 1904 року, і його замінили на новий виробництва фірми Йожефа та Давида Фрідів. Він і зберігається дотепер.
Ужгород до 20 століття мав численну громаду римо-католиків-угорців, хоча частина угорців обрала кальвіністську (протестантську) церкву.

## 21 століття
У 2000–2001 роках костел ремонтували і передали римо-католицькій громаді міста, а на подвір'ї відновили скульптуру Богородиці.

## Галерея

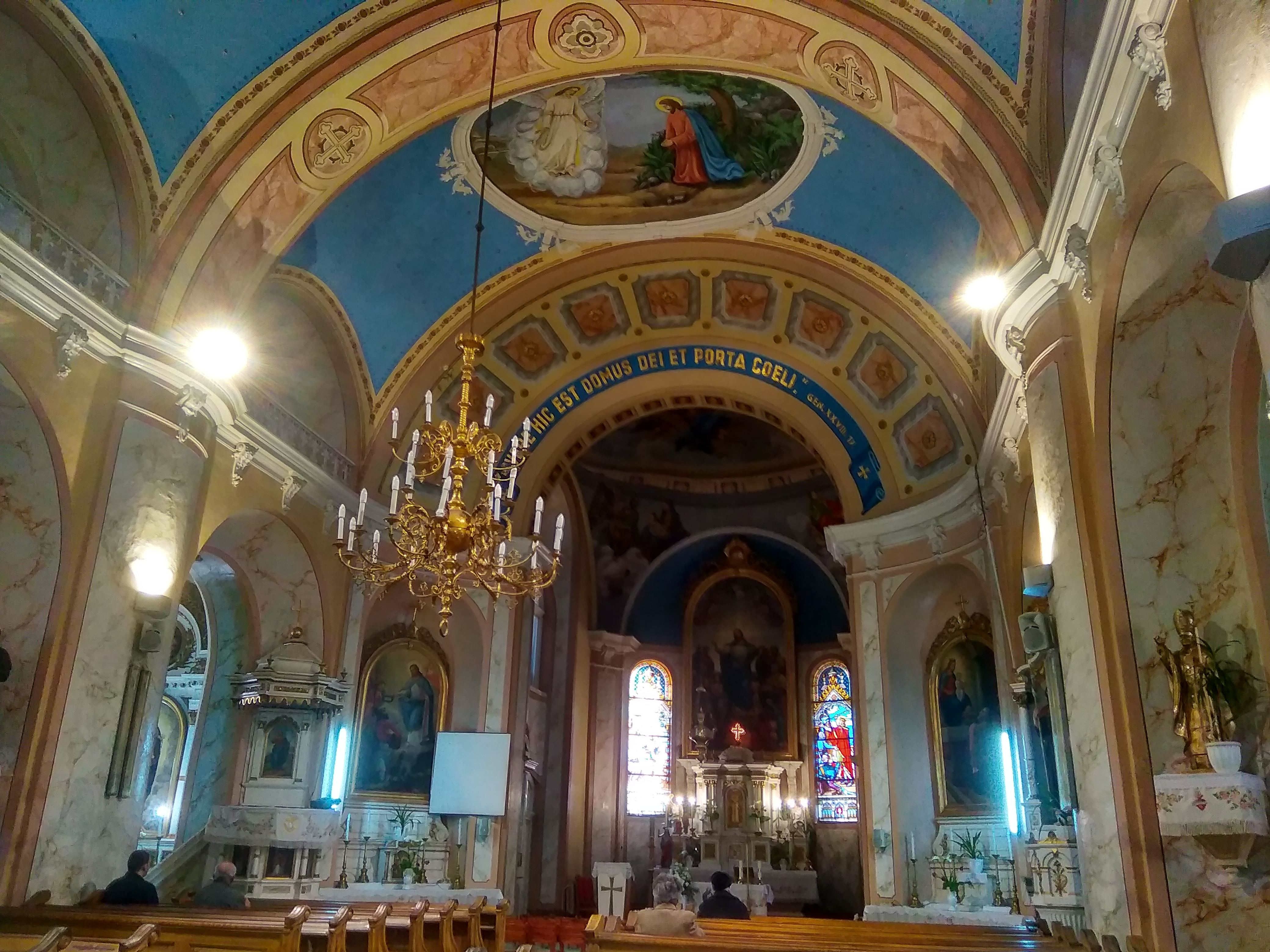
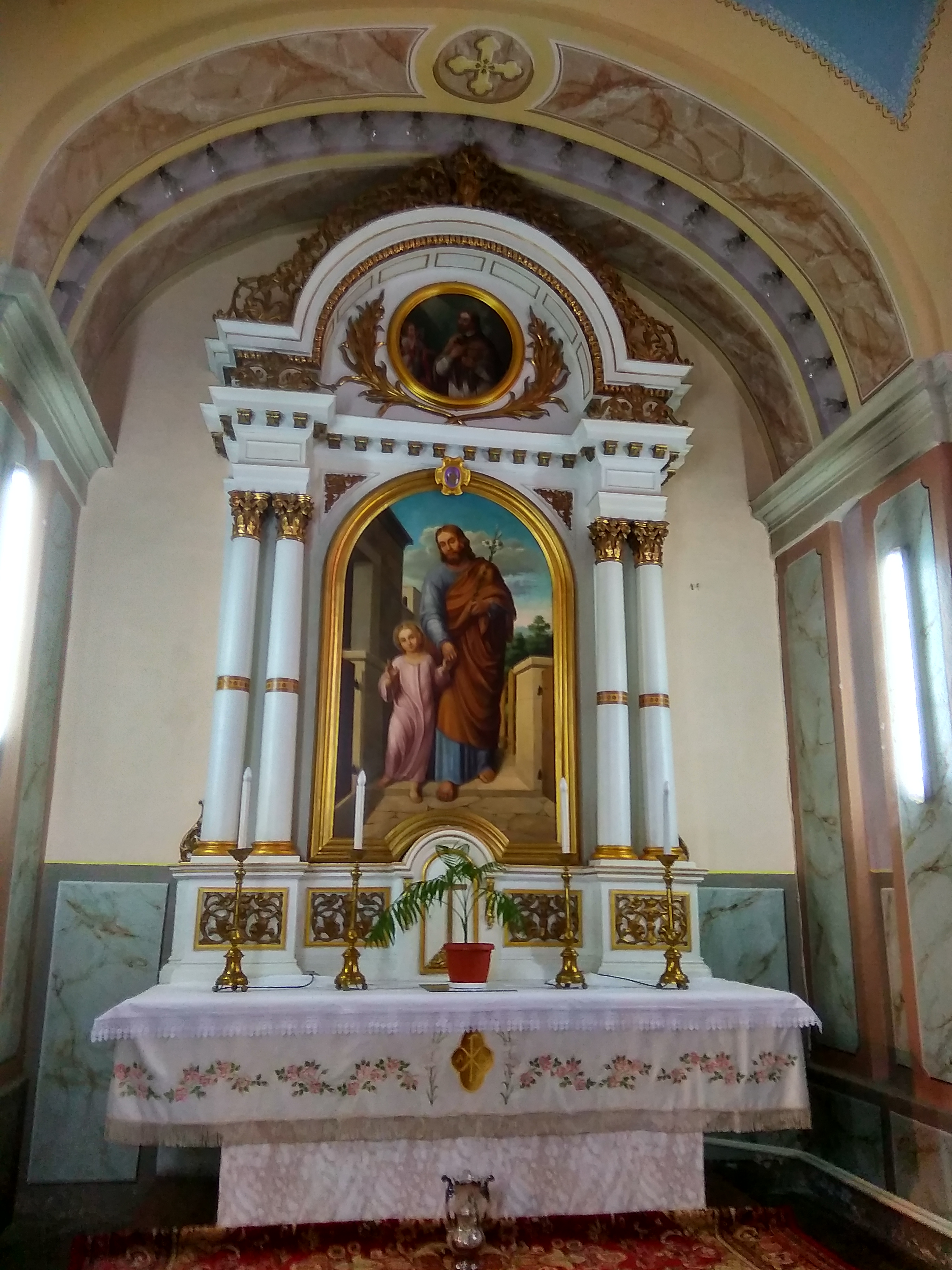
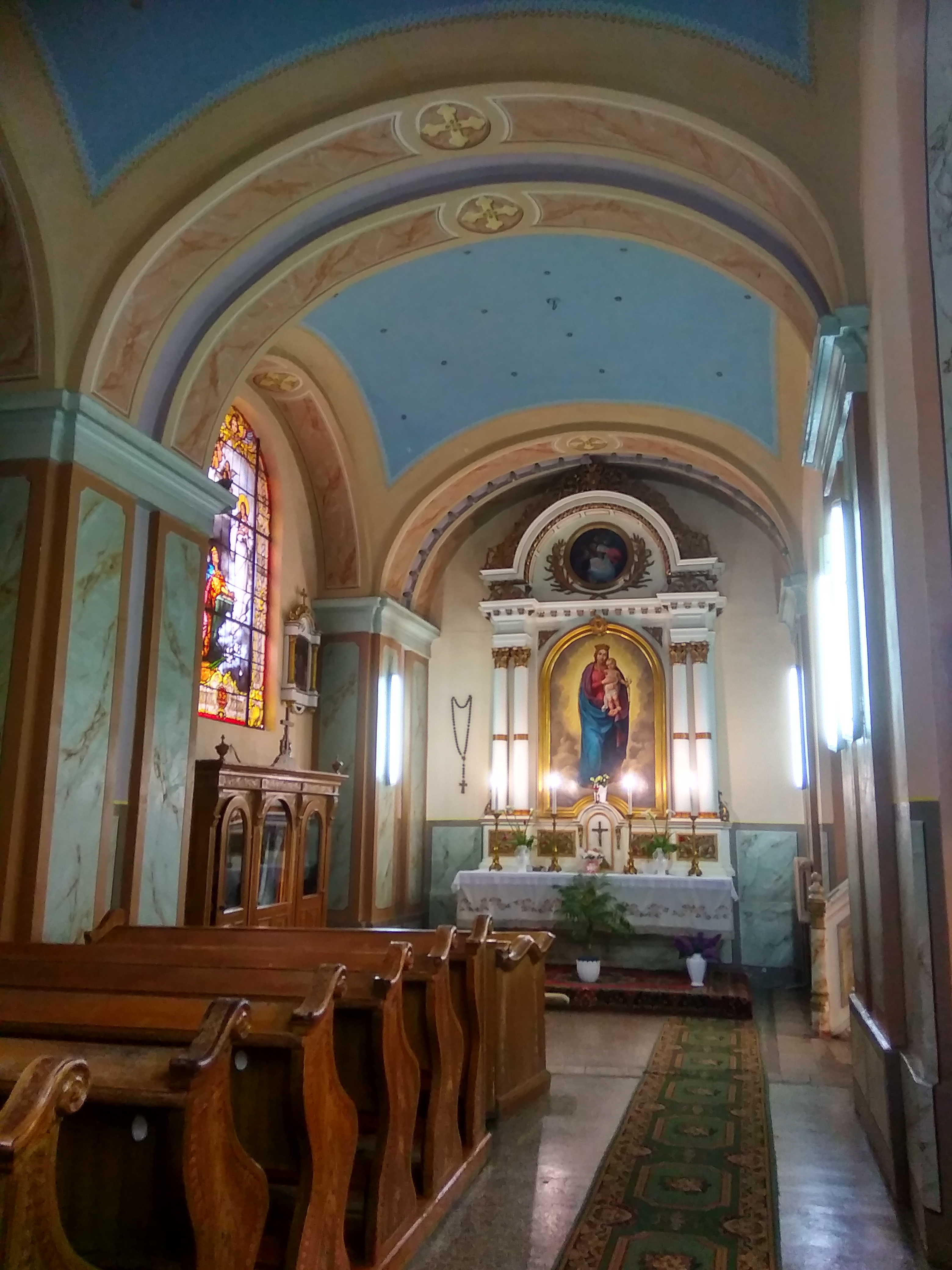
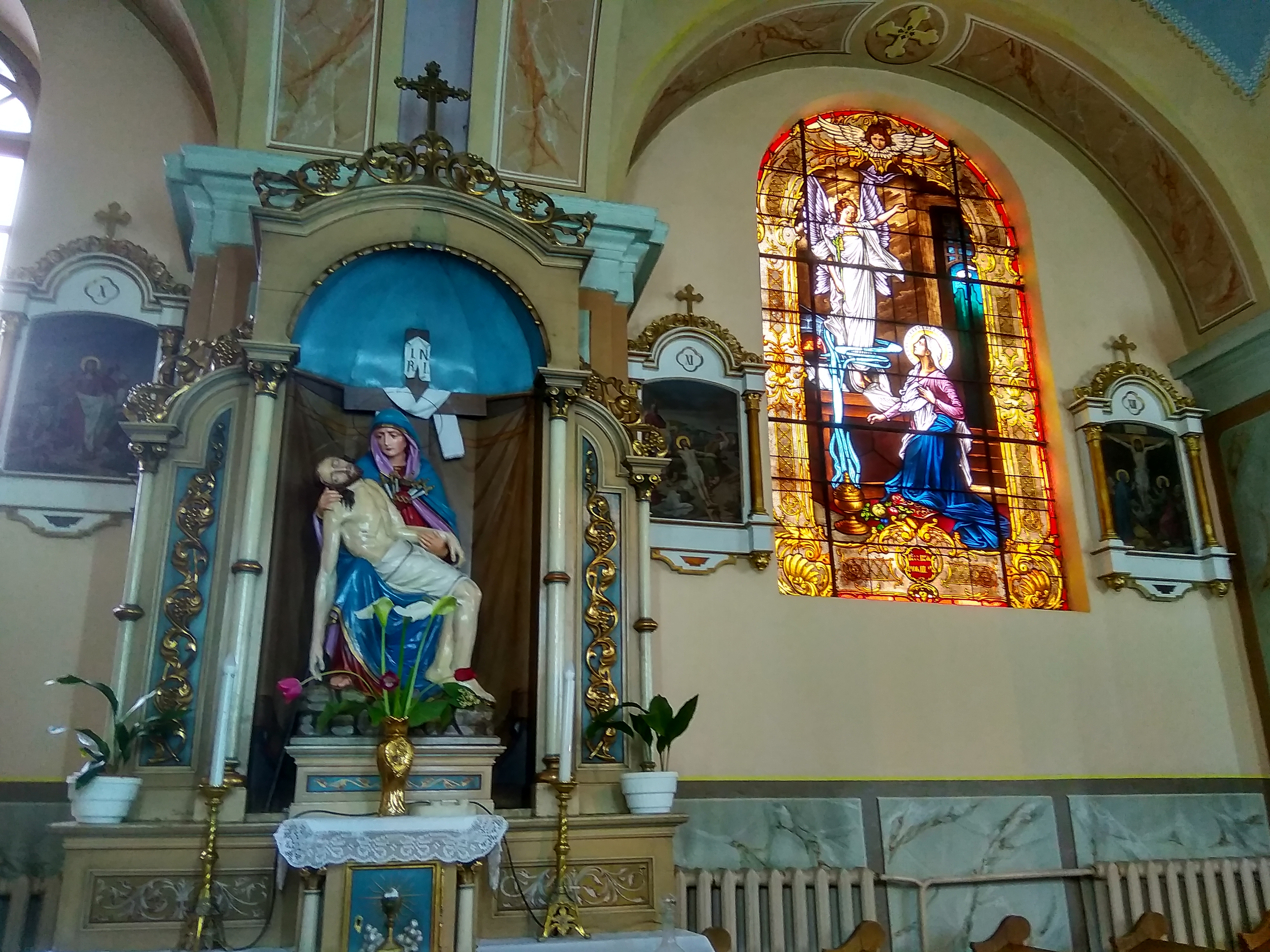